# Tashi Päljor
Tashi Päljor (1498-1541) was een Tibetaans tulku. Hij was de derde tai situ, een van de invloedrijkste geestelijk leiders van de karma kagyütraditie in het Tibetaans boeddhisme en van de kagyütraditie in het algemeen.